# Chevauchée du Prince Noir (1356)
Ne doit pas être confondu avec Chevauchée du Prince Noir (1355).
Pour l’article homonyme, voir Chevauchée.
 (octobre 2023).
Guerre de Cent Ans
Batailles
La chevauchée du Prince Noir en 1356, qui commence le 4 août 1356 par le départ des troupes anglaises de Bordeaux et se termine par la bataille de Poitiers le 19 septembre 1356, est un raid dévastateur d'Édouard, prince de Galles, plus connu sous le nom de Prince Noir, fils aîné du roi d'Angleterre Édouard III, sur le sol français. Cette seconde expédition du Prince Noir dévaste une grande partie du Bergeracois, du Périgord, du Nontronnais, du Confolentais, du Nord-Ouest du Limousin, de la Marche, du Boischaut, de la Champagne berrichonne, du Berry, de la Sologne, du sud de la Touraine et du Poitou.

## Contexte
Au printemps 1356, le Prince Noir fait assembler à La Réole une force d'environ 9 000 hommes. Les Français en déduisent que le prince de Galles se prépare à rééditer sa chevauchée de l'automne 1355. Le roi de France, alors au siège de Breteuil, envoya des renforts afin de renforcer l’armée de Charles, alors comte de Poitiers, positionnée à Bourges et de l’expédier rapidement dans le sud de la France soutenir les possessions et villes du Languedoc.

## Déroulement

### Traversée du Périgord
- 6 juillet 1356 :

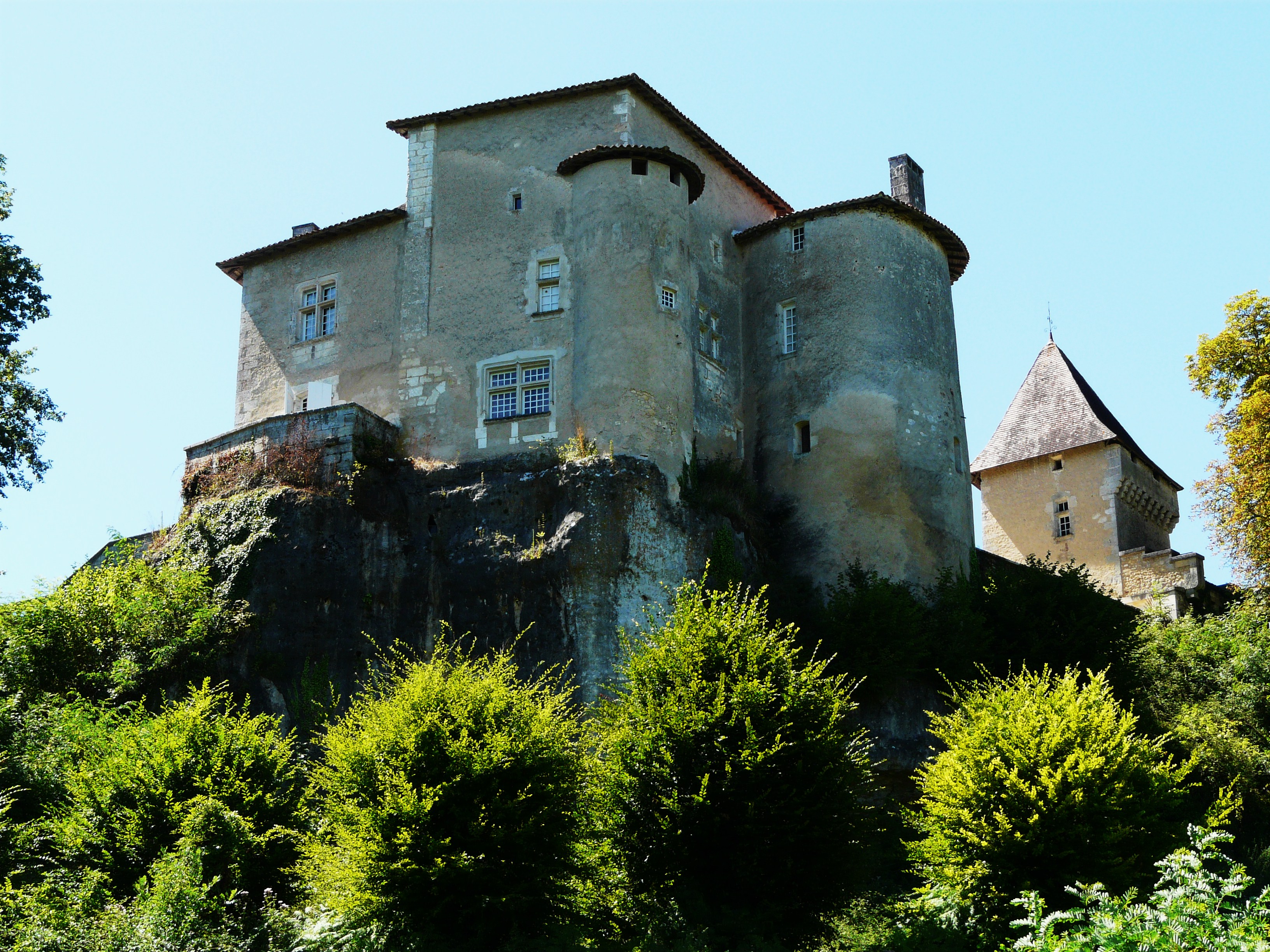
Le château de Ramefort où dormit le Prince Noir dans la nuit du 8 au 9 août 1356.

  - Le Prince Noir quitte Bordeaux pour aller retrouver son armée qui est rassemblée à La Réole.
- 8 ou 9 juillet 1356 : 
  - le Prince Noir arrive à La Réole où est réunie une armée forte d’environ 9 000 hommes, en passant logiquement le long de la Garonne, par Saint-Macaire dans l'Entre-deux-Mers.
  - Le roi Jean, apprenant ce rassemblement, envoie des renforts afin de renforcer l’armée du comte de Poitiers positionnée à Bourges pour qu'il puisse rapidement rejoindre le Languedoc et soutenir les villes.
- Vers le 22 juillet 1356[Note 3] :
  - Le Prince de Galles quitte La Réole en direction du Nord-Ouest, surprenant ainsi les calculs du roi de France, en se dirigeant vers Bergerac.
- 23 juillet au 3 août 1356 :
  - La route précise prise par l'armée anglaise n'est pas connue. Il est toutefois supposé[1] qu'elle soit passée, entre autres, par Monségur, une bastide devenue anglaise en 1345, Duras, dirigée par Gailhard de Durfort, et Puyguilhem, et que les contrées traversées furent pillées, ravagées et rançonnées comme il était de coutume à cette époque. La troupe anglaise mit donc douze jours pour parcourir les 65 km entre les deux villes.
- 4 août 1356[Note 4] :
  - Les troupes du Prince Noir arrivent à Bergerac[Note 5] où il divise son armée en deux parties qui prennent des directions différentes :
    - L’avant-garde et le corps central d'environ 6 000 soldats, soit environ 10 000 hommes en incluant le personnel non combattant, avec un grand nombre de chariots, qu'il commande, prend un itinéraire qui est connu grâce à l'Elogium et qui est détaillé ci-dessous.
    - L’arrière garde composée des troupes anglaises et gasconnes, d'environ 2 000 hommes, commandée par le sénéchal John Chandos qui traversera, pille et met à feu et à sang vraisemblablement[Note 6] l’Agenais, le Quercy, le Rouergue, le sud du Limousin, l'Auvergne et le Berry. On retrouve ce corps à Saint-Amand-Montrond, Nevers, Bourges et Aubigny-sur-Nère d'où il rejoint enfin le corps principal du Prince Noir à Romorantin.
- 6 août 1356 :
  - Les troupes anglaises du Prince pénètrent dans le Périgord. L’Eulogium indique que deux gros villages fortifiés, dont les noms ne sont pas cités, ont été pris par Bartholomew de Burghersh (en) et le vicomte de Marsan[Note 7] et qu'ils attendent l'arrivée du Prince Noir.
- 7 août 1356 :
  - Le Prince Noir pénètre dans Périgueux. À la vue des hordes de pillards qui s'affairent sauvagement dans les faubourgs de la ville, l'évêque de Périgueux promulgue l'excommunication de ceux-ci. Selon certains historiens[2], le prince aurait passé la nuit à Château-l'Évêque.
- 9 août 1356 :
  - Le prince anglais arrive à Brantôme distante de 7 km et envoie une compagnie piller et détruire le château et le village de La Chapelle-Faucher qui soutenait le roi de France[3].
- 10 août 1356[Note 8] :
  - Le prince traverse à gué, une rivière[Note 9], près d'un moulin qui précédait un château[Note 10] et une ville fortifiée[Note 11] qui est appelé Quisser[Note 12]
- 11 août 1356 :
  - Édouard passe un endroit appelé Merdan[Note 13] où il trouve à acheter une grande quantité de poisson[4] et y passe une nuit paisible.

### Traversée du Limousin et de la Marche
- 12 août 1356 :
  - L'armée anglaise arrive à Rochechouart
- 13 août 1356 :
  - La chevauchée arrive au prieuré de La Péruse que l'Eulogium indique être au bord de la Wigan.
- 14 août 1356 :
  - Les Anglais quittent La Péruse et passent la Vienne, à gué, vraisemblablement dans les environs de Manot[Note 14],[5] et après une longue marche arrivent dans un village appelé Litherp[Note 15] où se trouve une abbaye. Cette abbaye augustinienne située au milieu du village et entourée de murs doublés de fossés profonds oppose une forte résistance à l'armée du prince. Elle finit par se rendre à la volonté du Prince qui épargne, pour une fois, l'église et la population.
- 15 août 1356 :
  - Le Prince Noir y reste toute la journée de l'Assomption de la Bienheureuse Vierge Marie[Note 16] et y passe une nouvelle nuit.
- 16 août 1356 :
  - Partant de Lesterps la troupe emprunte la route en direction de Bellac[6], passant vraisemblablement par Bussière-Boffy[7],[8] ruinant au passage le château du Fraisse[9] et vraisemblablement celui de Rochelidou[10] situé à proximité, très sûrement le château et le couvent de Mortemart. Le Prince Noir arrive en fin de journée à Bellac, ville appartenant à Marie de Châtillon-Saint-Pol, comtesse de Pembroke, veuve d'Aymar de Pembroke[Note 17]. L'appartenance de Bellac au comte anglais de Pembroke sauve la ville d'un incendie[Note 18], mais peut-être pas du pillage.
- 17 août 1356 :
  - Le Prince s'empare d'une ville[Note 19] où il y a un château qui appartient à Jacobo Burboun. Celui-ci est absent mais son épouse, Jeanne de Châtillon, est présente lors de l'arrivée des Anglais. L'église fortifiée et la ville résistent longtemps à l'envahisseur, mais les deux sont prises d'assaut.
- 18 août 1356 :
  - La troupe anglaise passe la journée au Dorat qui est désormais entre leurs mains.
- 19 août[Note 20] 1356 :
  - Les Anglais arrivent près un village qui s'appelle Luchank[Note 21] (aujourd'hui Lussac-les-Églises) et où ils trouvent un grand nombre de poissons. Ils prennent la ville, y passent la journée (à la piller ?) puis la brûlent[11].

### Traversée du Berry, Boischaut et Champagne berrichonne
- 20 août 1356 :

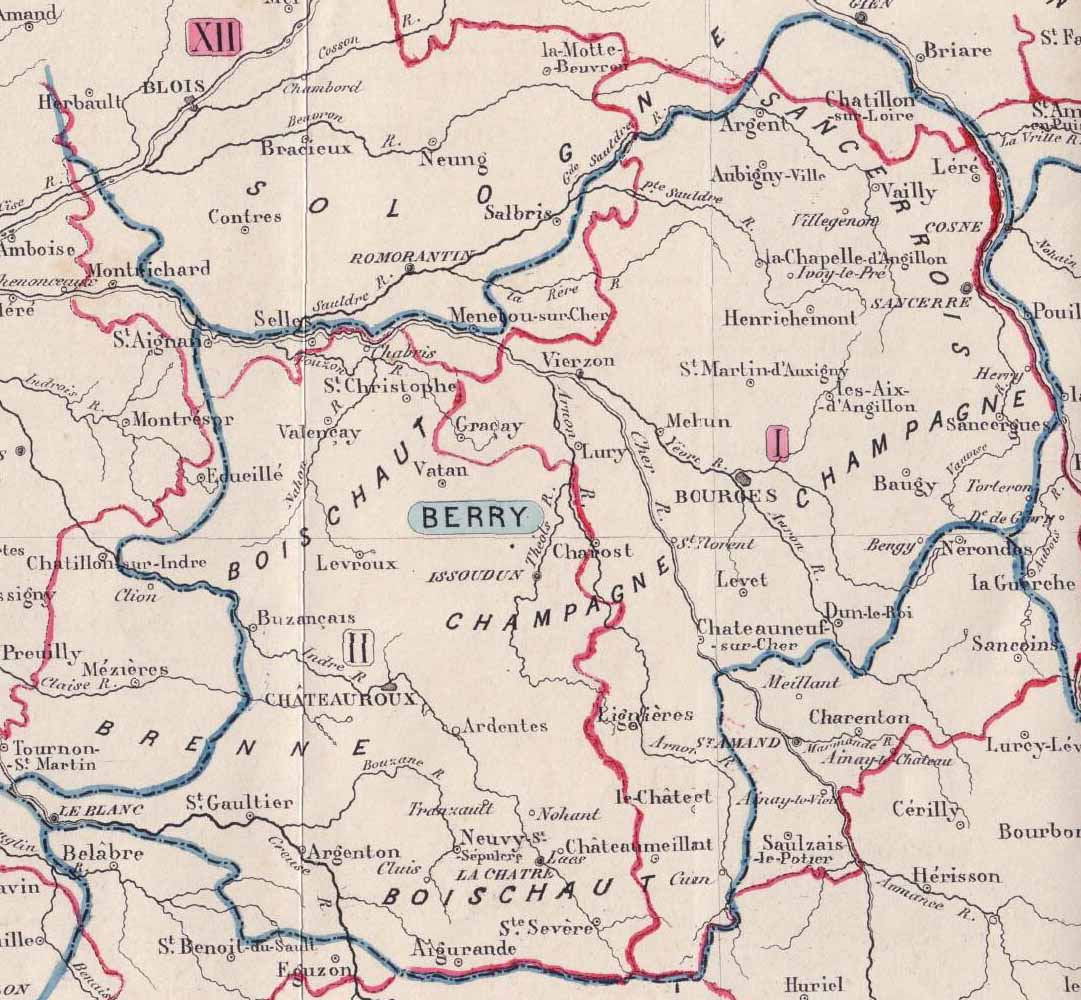
Carte du Berry et situation du Boischaut et de la Champagne berrichonne.

  - Le prince arrive à Sancti Benedicti de Saut, où il y a une abbaye que le prince trouve très belle. Il épargne la ville contre une rançon de 14 000 florins[12],[13],[14].
- 21 août 1356 :
  - Après une longue marche la colonne arrive à Argentoun, où il y a un château au-dessus de la ville, et passe la nuit dans le village.
- 22 août[Note 22] 1356 :
  - Le château est capturé et la troupe passe la journée à piller Argenton. Un autre château est pris mais l'auteur ne donne pas son nom. Le château de Crozant résiste par contre aux assauts des anglo-gascons qui continueront leur chemin après avoir saccagé le village[15].
- 23 août 1356 :
  - Édouard entre dans une très jolie ville « appelé en Français Citerauf » et qu'il trouve comme abandonnée[16] et assiège André de Chauvigny vicomte de Brosse[Note 23] dans le château où il s'était retiré avec ses vassaux et ses principales forces. Après l'avoir sommé de se rendre, le Prince Noir envoie les seigneurs d'Albret, de Lesparre et de Pommiers afin qu'ils parlementent à son ralliement envers le roi d'Angleterre. L'avant-garde quitte Chateauroux et arrive à Bourg-Dieu où dans une abbaye fortifiée un pèlerinage annuel vénère saint Côme et saint Damien. L'auteur de l'Elogium indique ensuite qu'un corps armé entre à Seynt Yman et y passe la nuit. Il s'agit selon toute vraisemblance de l'arrière-garde qui a traversé l’Agenais, le Quercy, le Rouergue, le sud du Limousin, l'Auvergne et arrive dans le Berry.
- 24 août 1356 :
  - Les Anglais restent sur leurs positions le 24 août, jour de la saint Barthélémy, brûlant et pillant néanmoins Châteauroux avant de se retirer.
- 25 août 1356 :
  - Les godons arrivent à Isoldoun. Durant 3 jours, ils font une razzia et un pillage systématique de la ville, des faubourgs, de l'église Saint-Cyr… qu'ils incendient en partant, malgré la défense héroïque du château qui ne sera toutefois pas pris. La ville mettra de longues années à se remettre de cette dévastation.
- 26 et 27 août :
  - Les Anglais restent sur leurs positions, mais le prince en profite pour lancer des coureurs vers Bourges[17],[18],[19] et Nevers, qu'ils attaquent, mais également en direction de Gien pour trouver des passages possibles sur la Loire.

- 28 août 1356 :
  - Après avoir passé 3 jours à piller Issoudun, sans réussir à prendre le château, le Prince Noir arrive à un château appelé Le Feerte[Note 24], propriété du vicomte de Thouars[Note 25], qu'il prend malgré ses excellentes défenses, pille ainsi que le village attenant et détruit l'ensemble par le feu.
Par la suite, il arrive à Lury, une vieille ville fortifiée dont on pense qu'elle subit également pillage et incendie.
Il traverse ensuite le Cher, qui marquait la frontière avec le royaume de France, et passe la nuit dans la ville de Virizon[Note 26] qui semble avoir été mise en état de siège depuis 3 jours par le captal de Buch, Jean de Grailly, qui brûle l'abbaye.
Ce même jour, les capitaines de l'arrière-garde anglaise John Chandos et James Audley pillent et brûlent Aubigny. L'auteur indique qu'un groupe français de 80 lances commandées par Gris Motoun[Note 27] est défait par 10 lances anglaises de Chandos.
- 29 août 1356 :
  - Vraisemblablement informé que les passages de Loire étaient gardés ou coupés, le Prince Noir dirige son armée vers l'Ouest par la vallée du Cher[20] où ils font prisonniers 8 soldats d'un détachement d'Amaury de Craon et de Boucicaut[Note 28]. Les prisonniers indiquèrent que le roi de France cherchait à le rencontrer, pour lui livrer bataille[Note 29]. Le prince envoie alors des troupes en reconnaissance, en direction de Salbris, La Ferté-Imbault et Mennetou. Les Anglais prennent les villes et les châteaux, les pillent et les détruisent[21]. La Ferté-Imbault ne sera reconstruite que sous la Renaissance[22],[23].
Le moine de Malmesbury indique que les Anglais arrivent « ad unam villam quae vocatur Frank sita super amnem quae dividit regnum Franciae et ducatum. » La ville de « Frank » est, selon les historiens, Villefranche-sur-Cher.

### Traversée de la Sologne et de la Touraine
- 30 août 1356 :
  - Dans la journée, 60 lances françaises et un grand nombre d'hommes d'armes d'Amaury de Craon et de Boucicaut tendent une embuscade à un petit convoi ennemi qui résiste jusqu'à l'arrivée du gros des forces anglaises qui capturent 120 Français, l'autre moitié et plus se sauve en direction de Romorantin.
Les Anglais arrivent à Romorantin et plantent leurs tentes près de l'un des gués de la Sauldre, durant 3 jours, et lancent le premier assaut.
- 31 août 1356 :
  - Après avoir capturé la ville, les Anglais avec à leur tête le Prince de Galles, attaquent le château où sont enfermés un grand nombre de défenseurs. Les assaillants prennent pied dans le château et les Français se réfugient alors dans le Doungoun[Note 30]. L'assaut est meurtrier, des deux côtés, les Anglais perdent Bernardet d'Albret[24],[25].
- 1er septembre 1356
  - Durant la journée, les Anglais lancèrent trois assauts distincts contre la tour. Le premier par le comte de Suffolk William d'Ufford, le second par Bartholomew de Burghersh (en) et le troisième par un chevalier Gascon, dont le nom n'est pas cité, sans succès car le donjon tient toujours.
- 2 et 3 septembre 1356 :
  - Les assaillants finissent par mettre le feu à la tour. Froissart indique qu'ils utilisèrent le feu grégeois et des canons, vraisemblablement par une sape, de sorte que les assiégés ne pouvaient pas éteindre le feu avec le peu de réserve de vin et d'eau dont ils disposaient[Note 31].
Après avoir négocié, les défenseurs se rendent. L'historien Robert d'Avesbury indique que 80 Français se rendent, parmi eux Amaury de Craon et Boucicaut.
- 4 septembre 1356 :
  - Les Anglais restent en place durant la journée, tout en se préparant à continuer leur chevauchée.
- 5 septembre 1356 :
  - L'armée passe sur les terres des comtes de Bisser et Burgilloun[Note 32]
- 6 septembre 1356 :
  - Le prince arrive devant un château du comté de Blois qui se situe au-dessus du Cher[Note 33]. Rien n'indique la prise du château. S'il est toutefois possible qu'une « avant-garde » l'ait attaqué, le gros de la troupe a contourné le château par le nord.
- 7 septembre 1356 :
  - Les Anglais arrivent à Aumounk Super Leir située près de Tours[Note 34] et y passent 3 jours à piller. Le chroniqueur anglais, Geoffrey le Baker indique que le prince détacha 1 000 hommes et 500 arbalétriers pour prendre Tours et la brûler. Cette entreprise échoua en raison du mauvais temps. « Il plut et tonna durant trois jours, grâce aux interventions, divines, des bienheureux saint Martin et saint Gatien ».
- 11 septembre 1356 :
  - L'armée anglaise quitte Montlouis et traverse à gué le Cher aux environs de Véretz, rendue très dangereux en raison des fortes pluies. En effet, les ponts au voisinage de Tours, Joué-lès-Tours et Saint-Avertin, avaient été coupés et les villages brûlés sur ordre du maréchal Jean de Clermont-Nesle afin de retarder les Anglo-Gascons. Le Prince Noir passe la nuit au château de Montbazon.
- 12 septembre[Note 35] 1356 :
  - Alors que le Prince Noir était à Montbazon, il reçut la visite du cardinal de Périgord et de plusieurs évêques venus pour le persuader de signer soit une trêve, soit la paix. Les émissaires indiquèrent que le dauphin était à Tours avec un millier d'hommes. Le prince repousse les propositions.
- 13 septembre :
  - Il traverse Sainte-Maure, atteint la Creuse qu'il longe jusque La Haye où il passe la nuit.

### Traversée du Poitou et bataille de Poitiers
- 14 septembre[Note 36] :

Course poursuite entre la chevauchée du Prince Noir et l'Ost royal.

  - Après avoir traversé la Creuse, il arrive au très beau château appelé Chastel Heraud, situé au-dessus de la Vienne et y passe les 2 jours suivants. Apprenant que le roi de France avait traversé la Creuse à La Haye, occupait le pont de Chauvigny et se dirigeait sur Poitiers.
- 17 septembre[Note 37] :
  - Au matin, le Prince Noir fonce, avec 200 hommes d'armes, à travers la forêt de Moulière et débouche sur la route de Poitiers à Chauvigny où il tombe par surprise sur l'arrière-garde de l'armée française forte de 700 hommes d'armes et chevaliers à la Chaboterie au Breuil l'Abbesse. Les Français totalement décontenancés s'enfuirent dans la forêt, perdant 240 hommes dont le comte de Joigny, Jean II de Chalon comte d'Auxerre et Jean II de Châtillon qui seront libérés après rançon. Quand le roi Jean apprend que ses ennemis étaient derrière et non devant, il fait retourner sa troupe. Au soir, les deux armées campent l'une en face de l'autre.
- 18 septembre
  - Les deux camps se préparent à la bataille. 
    - Les troupes françaises sont positionnées en trois batailles[Note 38] de 16 000 hommes chacune :
      - 1re bataille commandée par Philippe duc d'Orléans est composée de 36 bannières et environ 72 pennons dont le connétable de France Gautier VI de Brienne.
      - La 2e bataille est sous les ordres de Charles duc de Normandie et de ses deux frères Louis et Jean ainsi que les seigneur de Saint-Venant, Jean de Landas, Thibaut de Voudenay…
      - La 3e bataille est commandée par le roi de France Jean entouré de 19 chevaliers de l'Étoile.

    - Les troupes anglaises sont positionnées également en 3 batailles :
      - la première bataille composée de 2 000 hommes d'armes, 4 000 archers et 1 500 brigands sont positionnés en un lieu très fort situé le long d'un chemin fortifié de haies et de buissons.
      - La grosse bataille du prince de Galles, avec sa cavalerie et l'élite des barons anglais et gascons se tenait un peu en arrière de la première bataille.
      - la 3e bataille était placée plus loin à droite de la position de Maupertuis, sur une colline, sous le commandement de William Montagu, comte de Salisbury avec 300 hommes d'armes et 300 archers.

Le roi allait donner le signal d'attaque lorsque deux légats pontificaux accourus en toute hâte de Poitiers vinrent parler de trêve et de négociations pacifiques. Malgré le bon vouloir du prince de Galles, qui manquait de vivres, on ne put s'entendre et l'armistice consenti par le roi fut rompu le lendemain matin.
- 19 septembre :
  - à 6 heures du matin, la bataille de Poitiers s'engage. Elle se termine à midi.
Les Français perdent 13 comtes, 1 archevêque, 66 barons et bannerets et 2 000 hommes d'armes. 3 000 hommes d'armes sont tués dans la poursuite sans compter les comtes, vicomtes, barons, bannerets… Les Français laissèrent sur le champ de bataille 8 000 hommes d'armes.
Les Anglais ne perdent que 1 900 hommes d'armes et 1 500 archers. En outre, le roi de France Jean le Bon est fait prisonnier par Denis de Morbecque. Jean le Bon est le 2e souverain français à être capturé sur un champ de bataille[Note 39].
Édouard III exige une énorme rançon de quatre millions d'écus d'or pour sa libération. Son prestige est au plus haut, contrairement à celui de la noblesse française. Le roi étant captif, le royaume va sombrer dans la guerre civile.

### Retour à Bordeaux
- 20 septembre[26] :
  - Le convoi arrive dans le milieu de la journée dans un village appelé le Roche[Note 40] et y reste jusqu'au jeudi
- 22 septembre :
  - Ils arrivent à Chaunay par la voie Romaine,seule voie de communication allant de Poitiers à Libourne.
- 23 septembre :
  - Ils sont à Ruffec
- 24 septembre :
  - Ils traversent la Charente à Bertile puis passent la nuit à Mortoun[27]
- 25 septembre :
  - Ils arrivent à Roche Fouchaut, qui est commandé par Aimerus de la Roche[Note 41]
- 26 septembre :
  - Ils sont à Boy
- 27 septembre :
  - Ils passent la nuit à Sanctum Claye
- 28 septembre :
  - Le convoi traverse la Dronne et passe la nuit à Sanctum Antonium super fluvium de le Ile
- 29 septembre :
  - Ils traversent l'Isle.
- 30 septembre :
  - Ils arrivent à Seynt Milion et sont dans la soirée sur le bord de la Dordogne
- 1er octobre :
  - La Dordogne est traversée.
- 2 octobre :
  - Le Prince Noir décide de retarder son entrée à Bordeaux afin d'attendre que les préparatifs de la réception de lui-même et de son hôte soient terminés. Ils resteront ainsi une quinzaine de jours à Libourne.

## Bilan
La chevauchée du Prince Noir en 1356 est une très grande victoire pour l’Angleterre, plus grande encore que celle d’Édouard III en 1346. D'un point de vue militaire, la défaite de Poitiers est plus humiliante pour les Français que celle de Crécy. En effet, ces deux batailles sont identiques, avec des stratégies identiques et des échecs identiques. En dix ans, les Français n’avaient pas su faire évoluer leur technique militaire. Comme en 1346, l’armée française comptait encore presque exclusivement sur sa cavalerie et n’avait pas d’archers dans ses rangs. La conception de guerre n'avait pas évolué, les Français se battaient en un engagement où des chevaliers se ruaient les uns sur les autres, stratégie militaire du XIIIe siècle totalement dépassée. La bataille de Poitiers n'avait été livrée que contre un corps expéditionnaire mais bien loin de l'expérience et la force des troupes royales. À Crécy, Philippe VI, en constatant son échec, avait quitté le champ de bataille. Jean le Bon constate également que l’affrontement est un échec, mais décide quant à lui de rester. Ce comportement chevaleresque mais inutile, va causer de grands troubles dans le royaume de France.
Après la convocation des États généraux, le gouvernement du royaume est confié au dauphin Charles. Cette régence s'annonce difficile. En décembre 1356, le dauphin publie une ordonnance donnant cours à une nouvelle monnaie. Des échauffourées éclatent et le prévôt des marchands de Paris, Étienne Marcel, parvient à faire révoquer l’ordonnance. En 1357, ce dernier tente d'imposer un contrôle sur la monarchie française. Les traités de Londres instaurent l'insécurité et la guerre civile s'installe.